# 艾伦·J·麦克唐纳
艾伦·詹姆斯·麦克唐纳（英語：Allan James McDonald，（1937年7月9日—2021年3月6日））是一位美国工程师、航天顾问及作家，曾任莫顿－赛奥科公司（Morton-Thiokol）航天飞机固体火箭发动机项目主管。1986年1月，他拒绝签署挑战者航天飞机的发射许可；但在NASA和公司高层的压力下，挑战者号仍继续发射并于升空73秒后解体，机上7名宇航员全部罹难。事件对麦克唐纳影响深远，此后他致力于揭露赶进度压力对事故的作用，并与James R. Hansen合著《Truth, Lies, and O-Rings: Inside the Space Shuttle Challenger Disaster》（2009年）。

## 早年生活与教育
麦克唐纳1937年生于怀俄明州科迪，父母分别为Eva Marie（娘家姓Gingras）和John MacDonald。他在比林斯长大，于蒙大拿州立大学获得化学工程学士学位；1967年在犹他大学取得工程管理硕士学位。1986年，母校授予他名誉博士学位。
1963年，他与Linda Rae Zuchetto结婚，育有三女一子。2021年3月6日，麦克唐纳因一次跌倒造成脑损伤，于犹他州奥格登逝世，享年83岁。

## 职业生涯
1959年，麦克唐纳加入莫顿－赛奥科公司，最初参与了义勇兵导弹外部隔热层设计。随后，他出任航天飞机固体火箭助推器（SRB）项目主管，经常前往肯尼迪航天中心评估飞行准备情况。

### 挑战者号灾难前夕
1986年1月，面对低温可能导致O形环失效的风险，麦克唐纳与工程团队坚决反对按计划发射挑战者号，并拒绝在发射授权文件上签字。然而，NASA官员向公司高层施压，赛奥科最终推翻了工程师意见并批准发射。

### 调查与吹哨
事故发生后，麦克唐纳在罗杰斯委员会听证会上打断NASA证词，公开工程师遭无视及事后掩盖的情况。随后，他被公司降职，但在美国国会施压下恢复并晋升为工程副总裁，负责SRB重新设计。1988年航天飞机复飞后，新设计的固体火箭助推器一直沿用至2011年整个航天飞机计划结束。
2001年退休后，麦克唐纳积极进行职业伦理与决策主题演讲，并捐赠个人档案予查普曼大学。

## 社会职务
1992年至2014年，他担任Orbital Technologies Corporation董事。麦克唐纳是美国航空航天学会会士，并参与查普曼大学“Servant Leadership”项目。

## 著作
- McDonald, Allan J.; Hansen, James R. . Gainesville: University Press of Florida. 2009. ISBN 978-0-8130-3326-6.[6]
- McDonald, Allan J. .  2. John Wiley & Sons. 2010. ISBN 978-0-470-75440-5. doi:10.1002/9780470686652.eae106.